# Sarnik (Pełczyce)
Sarnik (ehem. deutsch: Rehfeld) ist ein Dorf mit etwa 370 Einwohnern im Kreis Choszczno (deutsch: Arnswalde) der polnischen Woiwodschaft Westpommern. Es gehört zur Gemeinde Pełczyce und liegt etwa 4 km südlich der rund 2700 Einwohner zählenden Kernstadt Pełczyce (ehem. deutsch Bernstein in der Neumark).

## Geschichte

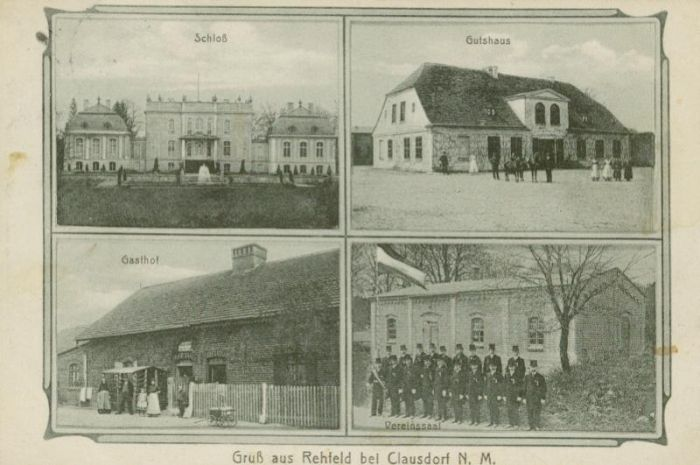
Postkarte von Rehfeld (um 1910)

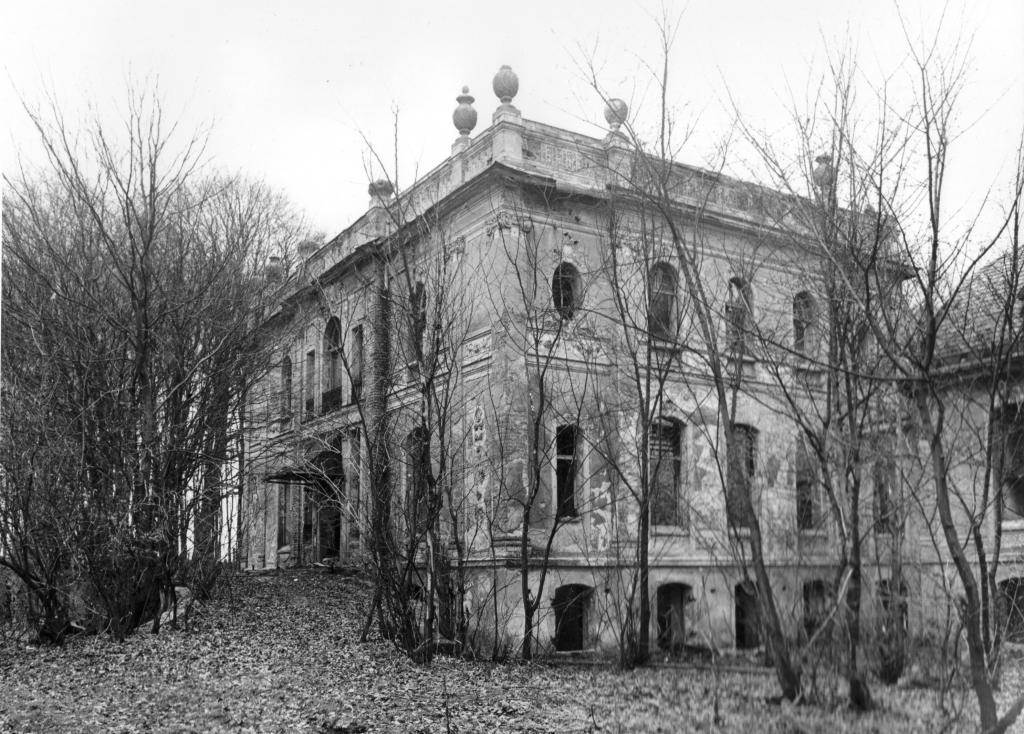
Ruine des Schlosses

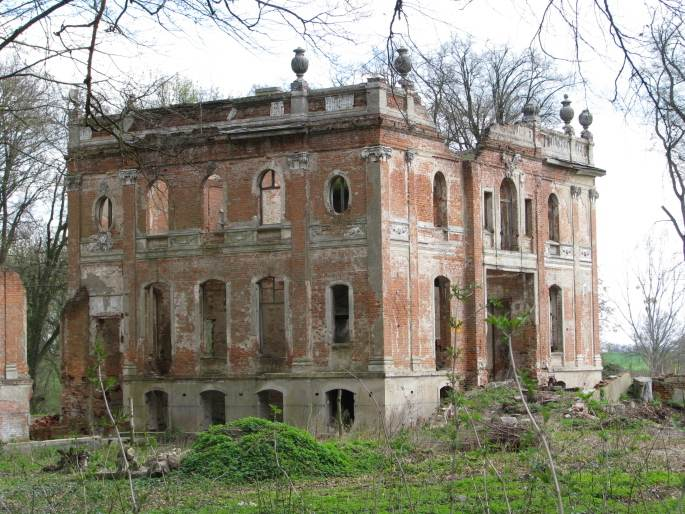
Schlossruine (2008)

### Mittelalter und frühe Neuzeit
Der Ort wurde im Jahre 1337 als Reuelde erstmals urkundlich erwähnt und befand sich damals im Besitz eines Zweigs der Familie von Wedel, später der Familie von  Flemming. Von der Mitte des 15. Jahrhunderts bis in die erste Hälfte des 18. Jahrhunderts waren die Herren von Flatow die Besitzer. Im Jahre 1776 wurde das Dorf zwischen den Erben des August Friedrich von Flatow geteilt: eine Hälfte kam an einen Offizier aus dem Adelsgeschlecht von Billerbeck, die andere an die Familie von Knobelsdorff. Der Ort bestand zu dieser Zeit aus einem Pfarrgut, einer Mühle und etwa 20 Katen. Da einer der beiden Besitzer, Georg Friedrich Gottlieb von Billerbeck, schwer verschuldet war, versuchte man bereits 1798, das Verbot des Verkaufs von Adelsgütern an Bürgerliche in diesem Falle aufheben zu lassen, damit sich ein finanzkräftiger Käufer finden würde, dessen Kaufpreisangebot über der Schuldsumme läge und somit dem noch unmündigen Erben Billerbecks noch etwas brächte. Aber erst als ab 1815 die um die Stadt Bernstein gelegenen Wälder an Stettiner und Hamburger Unternehmer verkauft und von diesen abgeholzt wurden, wurde Rehfeld um 1830 an August Friedrich Menz verkauft.

### Neuzeit und Schlossbau
Um die Mitte des 19. Jahrhunderts wurde das Gut dann als Fideikommiss-Gut wieder von einem Zweig derer von Wedel gekauft, den Herren von Wedel auf Gerzlow, etwa 6 km östlich von Rehfeld. Sie errichteten dort ein 1899 vollendetes prachtvolles, von einem Park umgebenes, zweistöckiges Schloss auf überhöhtem Kellergeschoss, flankiert von zwei großen, als Pavillons gestalteten Seitenflügeln. Der Architekt des in einer eklektischen Stilkombination von Renaissance und Barock ausgeführten Baues ist unbekannt. Bauherr war wahrscheinlich Edgard Maximilian Sigismund Graf von Wedel (1848–1943), der jüngere von zwei Söhnen des Rudolf Julius Vivigens von Wedel auf Gerzlow (1817–1896); er erbte Rehfeld nach seines Vaters Tod.
Auf ihn folgte ab 1929 sein Neffe und Adoptivsohn Wedego von Wedel (1899–1945) als Besitzer des 996 ha großen Gutes, zu dem auch eine Brennerei und eine Ziegelei sowie die Rehfelder Heide, ein Waldgebiet von 248 ha, gehörten. Der Fideikommiss Rehfeld wurde per Gesetz am 1. Januar 1939, wie alle anderen noch bestehenden Familiengüter, zu freiem und veräußerbarem Eigentum des damaligen Inhabers des Fideikommisses erklärt, wobei ein Großteil des Waldbestands zu einem sogenannten „Schutzforst“ umgewandelt wurde. Wedego von Wedel wurde Ende Januar 1945 von vorrückenden Rotarmisten erschossen.

### Nachkriegszeit
Dorf und Gut fielen nach dem Zweiten Weltkrieg an Polen und das Gut, nunmehr Staatseigentum, wurden in die örtliche Państwowe Gospodarstwo Rolne (PGR) eingebracht und von dieser bewirtschaftet. Das Schloss wurde noch bis etwa 1950 als Wohnhaus von aus Gebieten östlich der Curzon-Linie umgesiedelten Landarbeitern genutzt. Danach wurde es verlassen und dem Verfall preisgegeben. Steine, Fenster und Türen wurden abgetragen und anderswo wiederverwendet, und alle Metallgegenstände wurden als Schrott verkauft. Selbst die in den einst Diebel-See genannten Zierteich im Park führende steinerne Treppe verschwand noch Anfang des 21. Jahrhunderts. Heute stehen nur noch die Außenmauern des Mittelteils und Reste der Verbindungstrakte zu den nahezu verschwundenen Seitenflügeln.
Die Schlossruine, die sich seit 1957 im Register historischer Gebäude des Nationalen Instituts für Kulturerbe (Narodowego Instytutu Dziedzictwa) befand, ist vor kurzer Zeit aus dem Register entfernt worden und steht zum Verkauf; ebenso der 3600 m2 große, baumbestandene Park.

## Dorfkirche
Die in der ersten Hälfte des 17. Jahrhunderts erbaute, im 19. Jahrhundert erneuerte einstige protestantische Kirche, heute die katholische „Kirche der Unbefleckten Empfängnis der Jungfrau Maria“, ist ein Kulturdenkmal im Register des Narodowego Instytutu Dziedzictwa. Es ist ein einfacher, aus Bruchsteinen gemauerter Saalbau mit Satteldach, mit einem kleinen Glockengiebel am westlichen Ende, der nur knapp über den First hinaufreicht und eine Glocke enthält (aber mit Platz für zwei). Am Ostende ist eine polygonale Apsis mit 5/8-Schluss und Zeltdach angebaut.
Koordinaten: 53° 0′ 0″ N, 15° 18′ 29″ O